# Roquefort (Landes)
Roquefort é uma comuna francesa na região administrativa da Nova Aquitânia, no departamento de Landes. Estende-se por uma área de 12,12 km². Em 2010 a comuna tinha 1 947 habitantes (densidade: 160,6 hab./km²).